# 中川圭太
中川 圭太（なかがわ けいた、1996年4月12日 - ）は、大阪府阪南市出身のプロ野球選手（外野手、内野手）。右投右打。オリックス・バファローズ所属。阪南市ふるさと大使。

## 経歴

### プロ入り前
阪南市立尾崎小学校1年時から尾崎ボーイズ、阪南市立尾崎中学校在学中に泉佐野リトルシニアでプレー。中学3年時の2011年には、AA日本代表のメンバーとして、IBAF主催の第14回U-16世界選手権へ出場した。この時のチームメイトに、淺間大基・田嶋大樹・立田将太などがいた。
PL学園高等学校へ進学すると（詳細後述）、1年秋から、一塁手としてレギュラーに定着した。しかし、チームメイトの2年生部員4名が学内の合宿所で1年生の部員へ暴力を振るっていたことが発覚（2013年2月。当時の中川は1年生であり、暴力を受けた被害者と同学年）。チームが日本高校野球連盟から6か月間の対外試合禁止処分を受け、監督の河野有道は引責辞任となった。2年夏の選手権大阪大会後に処分が解除されると、校長の正井一真が新監督、二塁手に転向した中川が主将に就任。正井に野球のプレー経験がないことから、処分解除後の練習や対外試合では、中川が事実上チームを指揮していた。主将就任直後の秋季大阪府大会と、3年夏の選手権大阪大会では、チームを決勝に導いている。在学中は対外試合で通算28本塁打。3年生だった2014年の秋にプロ志望届を提出したが、10月23日に行われたドラフト会議ではどの球団からも指名されなかったため、東洋大学法学部第2部法律学科へ進学した。
東洋大学では上茶谷大河・甲斐野央・梅津晃大・藤井聖・末包昇大と同級生で、入学直後から東都大学野球の春季リーグ戦に出場。当時2部に所属していたチームを、秋季リーグ戦での優勝や、駒澤大学（1部最下位）との入れ替え戦勝利に導いた。チームが1部に復帰した2年時からは、チームの3季連続優勝に貢献。2年の秋には指名打者、3年の春・秋と4年春には二塁手としてベストナインに選ばれている。在学中には、3年時から4番打者、4年時に主将を務めながら、リーグ戦で通算101試合に出場。打率.285、109安打、9本塁打、59打点、7盗塁を記録した。また3年時の夏には大学日本代表に選ばれ第41回日米大学野球とユニバーシアードに出場。ユニバーシアードでは、大会トップの打率（.500）と打点（13）を記録し、代表チームの全勝優勝に貢献した。
4年時の2018年秋、プロ志望届を提出。10月25日に行われたドラフト会議では、オリックス・バファローズから7位指名を受け、契約金2500万円、年俸700万円（金額は推定）で契約。PL学園高校出身者として史上68人目のNPB選手となった。背番号は67。この会議では、上茶谷が横浜DeNAベイスターズから1位指名、甲斐野が福岡ソフトバンクホークスから1位指名、梅津が中日ドラゴンズから2位指名を受け、いずれも入団した。中川自身は『ドラフト緊急生特番!お母さんありがとう』（TBSテレビ）の密着取材を受けており、同番組への出演中に自身の指名を見届けた。

### オリックス時代
2019年は春季キャンプを二軍で過ごしたが、3月9日に読売ジャイアンツとのオープン戦（京セラドーム大阪）で一軍にデビュー。チーム事情による1日限定の一軍昇格ながら「6番・指名打者」としてスタメン起用され、2安打1打点を記録した。4月20日の対東北楽天ゴールデンイーグルス戦（楽天生命パーク宮城）9回表、代打で一軍公式戦デビュー。一軍公式戦で初めてスタメン（7番・三塁手）に起用された4月24日の対福岡ソフトバンクホークス戦（福岡ヤフオク!ドーム）では、3回表の第1打席で初安打を放つと、9回表の第4打席で初打点を適時三塁打で記録した。以降の公式戦では、外野手やクリーンアップにも起用されながらスタメンに定着。「2番・右翼手」に起用された5月10日の対楽天戦（ほっともっとフィールド神戸）5回裏の第3打席で一軍公式戦の初本塁打を美馬学から放った。セ・パ交流戦では全18試合に出場し、交流戦の規定打席に到達したNPB全12球団の70選手中トップの打率.386を記録。新人選手としては交流戦史上初の首位打者となった。交流戦の終盤から、一軍の試合で初めて4番打者に起用された6月29日の対埼玉西武ライオンズ戦（メットライフドーム）まで6試合連続で複数安打を記録した。この記録は、パシフィック・リーグの公式戦における新人選手の連続試合複数安打記録でもある。7月11日のフレッシュオールスターゲーム（楽天生命パーク）では、ウエスタン・リーグ選抜チームの「4番・一塁手」としてフル出場した。レギュラーシーズン全体では、4月20日の出場選手登録から一度も抹消されず、一軍公式戦でチーム3位の111試合に出場。50試合で外野、41試合で一塁、33試合で三塁を守り、いずれも無失策で、打率.288、3本塁打、32打点、9盗塁を記録した。シーズン終了後の秋季練習では、首脳陣から「翌年（2020年）は三塁のレギュラー定着に向けて勝負して欲しい」と告げられ、三塁守備に本格着手。打撃面での貢献を球団から高く評価され、12月4日、推定年俸2800万円（前年から2100万円増）で契約を更改した。昇給率は300%で、オリックスの新人選手としては歴代最高とされる。
2020年は一軍の正三塁手として開幕を迎えたが、開幕前（6月4日）にソフトバンクとの練習試合で死球を受けた際に、右手の人差し指を打撲。開幕後は打率.118、1本塁打と打撃が振るわず、三塁の守備でも精彩を欠き、7月には2度にわたって出場選手登録を抹消された。一軍抹消中のウエスタン・リーグ公式戦では10試合で打率.444、3本塁打を記録。二軍監督（当時）の中嶋聡に「中川は無敵」と言わしめた。一軍監督・西村徳文の辞任と中嶋の一軍監督代行就任に伴い8月21日に一軍復帰。復帰当初は中嶋の方針で「4番・中堅手」としてスタメンに連日起用された。一軍公式戦全体では45試合で打率.146、13打点と、前年の成績を大きく下回った。12月7日、前年から一転して、推定年俸2200万円と大幅な減俸で契約を更改した。
2021年は、同姓の中川颯と中川拓真の2人が入団したため、報道上の表記およびスコアボード上の表記が「中川圭」に変更された。6月23日のウエスタン・リーグの広島東洋カープ戦で左手を痛め左手有鈎骨の骨折と診断され、6月30日に摘出手術を受けた。この年は現状維持の年俸で契約を更改した。
2022年は、「3番・左翼手」としてスタメンに定着し初の規定打席に到達。リーグ5位となる打率.283、8本塁打、51打点、チーム最多の11盗塁、リーグ最多の9本の三塁打を記録した。クライマックスシリーズの第4戦対ソフトバンク戦にて、9回裏にサヨナラ適時打を放ち、日本シリーズ進出を決めるなど勝負強さが光り、オフには前年の推定年俸2200万円から6000万円への大幅アップを勝ち取った。
2023年は全打順で先発出場を務める。4月20日の対楽天戦（京セラドーム大阪）で1-1の同点で迎えた5回無死無走者の打席で藤平尚真からシーズン初本塁打となる決勝本塁打を放った。7月27日に阪南市ふるさと大使に任命された。8月9日の対千葉ロッテマリーンズ戦（ZOZOマリンスタジアム）では7回に自身初の2桁本塁打となる10号2点本塁打を含む4安打4打点と活躍した。同月20日の対日本ハム戦（京セラドーム大阪）では両者無得点で迎えた延長11回一死満塁の打席でブライアン・ロドリゲスからレギュラーシーズンで初のサヨナラ打となる遊撃手へのサヨナラ内野安打、9月2日の対北海道日本ハムファイターズ戦（エスコンフィールドHOKKAIDO）では1回一死二塁の打席で伊藤大海からスミ1勝利となる決勝適時打を放つなど、3年連続リーグ優勝に貢献。シーズン通算では自己最多となる135試合に出場、打率.269、共に自己最多となる12本塁打、55打点を記録した。阪神タイガースとの日本シリーズでは第6戦（京セラドーム大阪）で1-1の同点で迎えた2回一・三塁の打席で村上頌樹から決勝犠飛を放ち、勝利に貢献するも、チームは3勝4敗で2年連続日本一を逃した。オフの12月4日に3000万円増となる推定年俸9000万円で契約を更改した。
2024年は体調不良のため、開幕1週間前の3月22日に一軍を離脱してしまう。同月30日に二軍練習試合で実戦復帰したのち、4月5日から一軍に合流したが、同月18日と6月13日に左大腿直筋の筋損傷のため、2度の出場選手登録を抹消。7月19日に一軍復帰後は、8月6日の対西武戦（京セラドーム大阪）で2-2の同点で迎えた6回一死一塁の打席で渡邉勇太朗からシーズン初本塁打となる決勝2点本塁打を放つも、後に打率は1割台と打撃不振で、同月23日に出場選手登録を抹消された。シーズン通算では60試合に出場、打率.231、2本塁打、16打点の成績に終わった。オフの12月5日に2000万円減となる推定年俸7000万円で契約を更改した。

## 選手としての特徴
東洋大学時代はパンチ力とミートに長けたスラッガーとして、「（高校・大学を通じての先輩の）今岡誠以上の素材」という評価を受けていた。中川自身も、阪神タイガース時代の今岡を目標に挙げている。なお、オリックス入団後は中距離打者となり、巧みなバットコントロールと勝負強い打撃が武器となっている。
守備では複数の内野（一塁、三塁）と全外野のポジションをこなすユーティリティープレイヤー。
50m走のタイム5秒9、遠投100mを記録。

## 人物
PL学園高校へ進学したのは、同校OBの田中和人（松井稼頭央の同級生）が泉佐野リトルシニアの監督を務めていたことによる。中川が入学する3年前（2009年）、当時のPL学園硬式野球部は、春夏通じて甲子園球場の全国大会へ出場したものの、大阪府内では既に大阪桐蔭高等学校や履正社高等学校の後塵を拝するようになっていた。そこで田中は、中川に対して、「PL学園復活のために行ってくれないか。お前なら出来る」と、進学を勧めたという。
PL学園高校は中川を含む60期生が硬式野球部を引退後（2014年10月）に新入部員の募集を停止しており、中川が最後のドラフト指名者となっていることから、「PL学園最後のプロ野球選手」「（プロ野球）最後のPL戦士」と報じられることがある。ただ、本人は「自分が最後と思ってはいない。PL学園の野球部には復活してほしい。プロ野球選手を引退したら監督として復帰したい」と語っている。
何でもこなす野球脳の高さからオリックス監督の中嶋聡やファンから「無敵の中川」と呼ばれ、それにちなんだグッズも発売されている。
オリックス入団後からつける背番号67について「変更しない」と明言している。中川は「ファンの皆さんが67番のユニホームを着て球場やパレードに来てくださったり。67番にすごく愛着があるので、この番号を自分の番号にしたいと思った。いいなあという番号はありましたが、やっぱり最初にもらった番号だし『67はオリックスの中川』と言ってもらえるように頑張りたい」と語っている。
プロゴルファーの渋野日向子と顔が似ていると言われており、中川は「（渋野さんに）同じスポーツの世界なのでお会いすることがあれば、どういう精神でツアーに入っているかとか、心構えを聞いてみたい。打席への入り方と似ているかもしれない」と語っている。なお、2019年のファン感謝イベントでは渋野に扮したコスプレ姿を披露している。

## 詳細情報

### 年度別打撃成績
| 年 度     | 球 団      | 試 合 | 打 席 | 打 数 | 得 点 | 安 打 | 二 塁 打 | 三 塁 打 | 本 塁 打 | 塁 打 | 打 点 | 盗 塁 | 盗 塁 死 | 犠 打 | 犠 飛 | 四 球 | 敬 遠 | 死 球 | 三 振 | 併 殺 打 | 打 率 | 出 塁 率 | 長 打 率 | O P S |
| --------- | ---------- | ----- | ----- | ----- | ----- | ----- | -------- | -------- | -------- | ----- | ----- | ----- | -------- | ----- | ----- | ----- | ----- | ----- | ----- | -------- | ----- | -------- | -------- | ----- |
| 2019      | オリックス | 111   | 396   | 364   | 39    | 105   | 21       | 2        | 3        | 139   | 32    | 9     | 5        | 4     | 2     | 25    | 1     | 1     | 62    | 6        | .288  | .334     | .382     | .716  |
| 2020      | オリックス | 45    | 155   | 144   | 15    | 21    | 3        | 0        | 2        | 30    | 13    | 3     | 2        | 1     | 1     | 9     | 0     | 0     | 25    | 5        | .146  | .195     | .208     | .403  |
| 2021      | オリックス | 61    | 169   | 156   | 19    | 33    | 3        | 1        | 1        | 41    | 7     | 1     | 0        | 3     | 0     | 8     | 0     | 2     | 23    | 4        | .212  | .259     | .263     | .522  |
| 2022      | オリックス | 110   | 468   | 424   | 54    | 120   | 25       | 9        | 8        | 187   | 51    | 11    | 2        | 8     | 6     | 26    | 2     | 4     | 79    | 5        | .283  | .326     | .441     | .767  |
| 2023      | オリックス | 135   | 563   | 506   | 66    | 136   | 29       | 5        | 12       | 211   | 55    | 5     | 5        | 6     | 1     | 43    | 0     | 7     | 90    | 5        | .269  | .334     | .417     | .751  |
| 2024      | オリックス | 60    | 233   | 216   | 24    | 50    | 12       | 0        | 2        | 68    | 16    | 3     | 1        | 2     | 2     | 13    | 0     | 0     | 24    | 3        | .231  | .273     | .315     | .588  |
| 通算：6年 | 通算：6年  | 522   | 1984  | 1810  | 217   | 465   | 93       | 17       | 28       | 676   | 174   | 32    | 15       | 24    | 12    | 124   | 3     | 14    | 303   | 32       | .257  | .308     | .373     | .681  |

- 2024年度シーズン終了時
- 各年度の太字はリーグ最高

### 年度別守備成績
| 年 度 | 球 団      | 一塁  | 一塁  | 一塁  | 一塁  | 一塁  | 一塁     | 三塁  | 三塁  | 三塁  | 三塁  | 三塁  | 三塁     | 外野  | 外野  | 外野  | 外野  | 外野  | 外野     |
| 年 度 | 球 団      | 試 合 | 刺 殺 | 補 殺 | 失 策 | 併 殺 | 守 備 率 | 試 合 | 刺 殺 | 補 殺 | 失 策 | 併 殺 | 守 備 率 | 試 合 | 刺 殺 | 補 殺 | 失 策 | 併 殺 | 守 備 率 |
| ----- | ---------- | ----- | ----- | ----- | ----- | ----- | -------- | ----- | ----- | ----- | ----- | ----- | -------- | ----- | ----- | ----- | ----- | ----- | -------- |
| 2019  | オリックス | 41    | 250   | 22    | 0     | 20    | 1.000    | 33    | 17    | 34    | 0     | 4     | 1.000    | 50    | 64    | 0     | 0     | 0     | 1.000    |
| 2020  | オリックス | 4     | 12    | 2     | 1     | 2     | .933     | 9     | 3     | 12    | 1     | 1     | .938     | 29    | 58    | 0     | 1     | 0     | .983     |
| 2021  | オリックス | 21    | 26    | 7     | 0     | 3     | 1.000    | -     | -     | -     | -     | -     | -        | 34    | 51    | 3     | 0     | 1     | 1.000    |
| 2022  | オリックス | 59    | 238   | 19    | 2     | 18    | .992     | -     | -     | -     | -     | -     | -        | 86    | 140   | 5     | 2     | 1     | .986     |
| 2023  | オリックス | 27    | 62    | 8     | 0     | 10    | 1.000    | -     | -     | -     | -     | -     | -        | 127   | 257   | 4     | 3     | 1     | .989     |
| 2024  | オリックス | 3     | 5     | 1     | 0     | 0     | 1.000    | -     | -     | -     | -     | -     | -        | 53    | 93    | 0     | 2     | 0     | .979     |
| 通算  | 通算       | 155   | 593   | 59    | 3     | 53    | .995     | 42    | 20    | 46    | 1     | 5     | .985     | 379   | 663   | 12    | 8     | 3     | .988     |

- 2024年度シーズン終了時

### 表彰
- 月間サヨナラ賞：1回（2025年7月[55]）

### 記録
初記録
- 初出場・初打席：2019年4月20日、対東北楽天ゴールデンイーグルス5回戦（楽天生命パーク宮城）、9回表に西浦颯大の代打で出場、松井裕樹から空振り三振
- 初先発出場：2019年4月24日、対福岡ソフトバンクホークス5回戦（福岡ヤフオク!ドーム）、「7番・三塁手」で先発出場
- 初安打：同上、3回表に武田翔太から右前安打
- 初打点：同上、9回表に森唯斗から右越適時三塁打
- 初盗塁：2019年5月9日、対北海道日本ハムファイターズ8回戦（札幌ドーム）、3回表に二盗（投手：加藤貴之、捕手：郡拓也）
- 初本塁打：2019年5月10日、対東北楽天ゴールデンイーグルス7回戦（ほっともっとフィールド神戸）、5回裏に美馬学から左越ソロ

### 背番号
- 67（2019年[10] - ）